# Soroptimist International

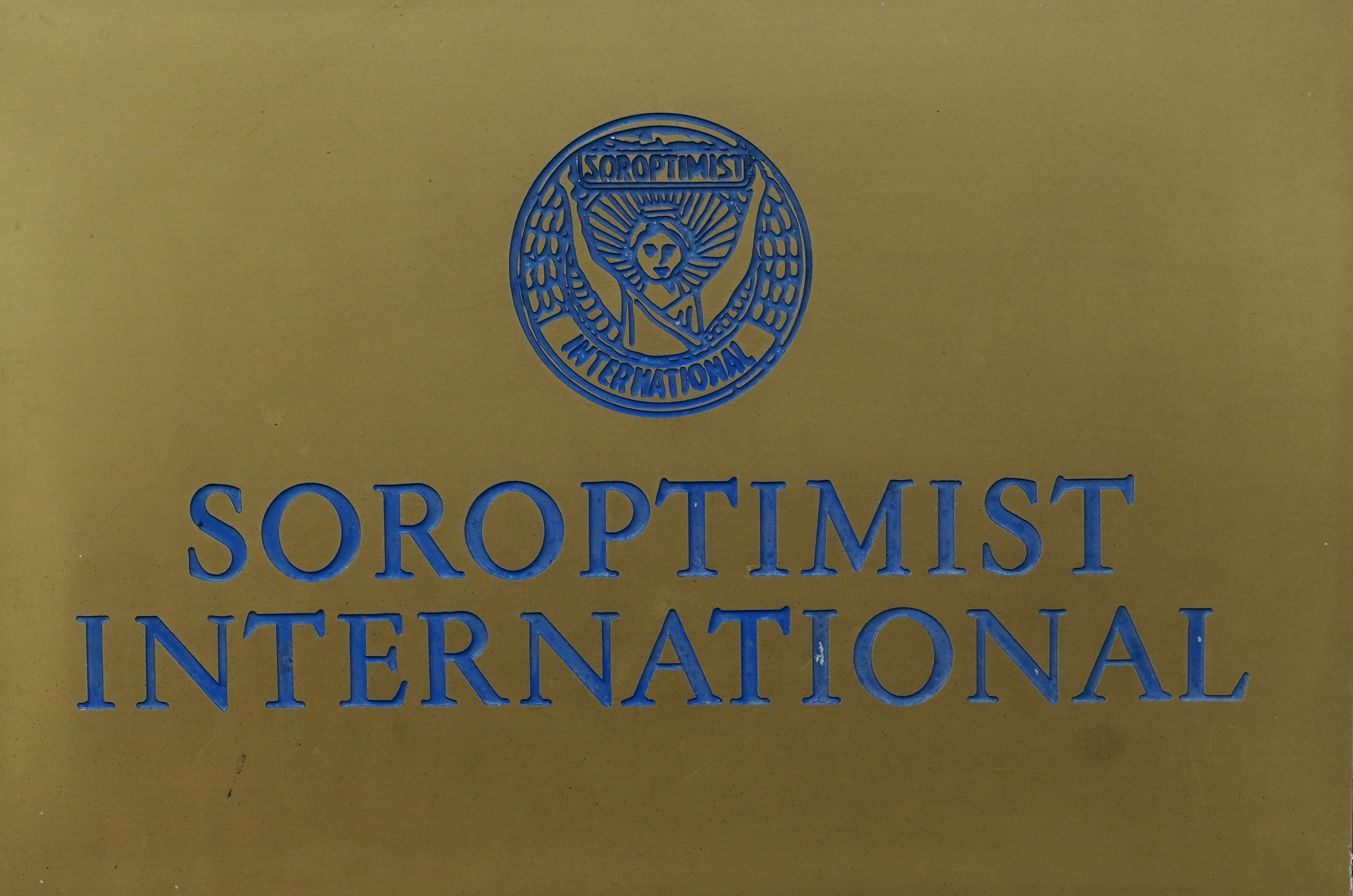
Logo

Soroptimist International is een wereldwijde organisatie van vrouwen die zich inzet voor de verbetering van de levens en positie van vrouwen en meisjes. Er zijn 90.000 Soroptimisten, verdeeld over ruim 3000 clubs in 122 landen. Zij heeft als niet-gouvernementele organisatie (NGO) een stem in diverse organen van de Verenigde Naties en in de Raad van Europa. 
De naam komt uit het Latijn: « Sorores ad optimum » of sorores (zusters) die het optimum (beste) nastreven. Volgens de Engelse (en andere) sites van de Soroptimisten dient dit te worden uitgelegd als: "het beste voor vrouwen"

## Geschiedenis
Soroptimist International werd in 1921 opgericht in de Verenigde Staten. Dit  gebeurde in een tijd dat ook Rotary, Lions en Kiwanis werden opgericht. De Soroptimistclubs onderscheidden zich van meet af aan doordat ze uitsluitend toegankelijk zijn voor vrouwen én omdat hun doelstellingen gericht zijn op vrouwen en kinderen, met name meisjes. Het soroptimisme deed haar intrede in Nederland in 1927 toen in Den Haag de eerste Nederlandse Soroptimistclub tot stand kwam. De eerste Belgische club werd in 1930 in Antwerpen opgericht.

## Doelstellingen
Educatie, empowerment en het creëren van kansen en mogelijkheden, zijn de leidende principes van Soroptimist International. Daarbij worden drie benaderingswijzen gehanteerd: Awareness (bewustwording), advocacy (pleitbezorging) en action (actie).
De doelen waarop de clubs zich richten zijn gebaseerd op de Sustainable Development Goals (SDG's) van de Verenigde Naties: 
- Educatie: vergroten van toegang tot onderwijs voor meisjes en vrouwen (SDG 4)
- Empowerment: verbeteren van duurzame mogelijkheden voor economische zelfstandigheid van vrouwen (SDG 5)
- Geweld tegen Vrouwen: elimineren van geweld tegen vrouwen en meisjes en bevorderen van deelname van vrouwen in vredesoplossingen (SDG 16)
- Gezondheid en Voedselzekerheid: zorgen voor voedselzekerheid en toegang tot een goede gezondheidszorg (SDG 3)
- Duurzaamheid: betrekken van vrouwen bij duurzame ontwikkeling en het verminderen van de gevolgen van klimaatverandering en natuurrampen voor vrouwen (SDG 13)

## Organisatiestructuur
Soroptimist International is getrapt georganiseerd. De clubs vormen de basis. Elk land kan een Unie vormen en Unies zijn verenigd in (vier) Federaties. De vijfde (Afrika) is in oprichting. De federaties vormen met elkaar Soroptimist International.
De Unie van de Soroptimistclubs in Nederland, Suriname en Curaçao maakt deel uit van Soroptimist International Europe en telt ruim 3000 leden, verdeeld over 102 clubs. De Belgische Unie valt eveneens onder de Europese organisatie. De Nederlandse Unie is aangesloten bij de Nederlandse Vrouwenraad en bij Wo=Men Dutch Gender Platform. Verder wordt onder meer samengewerkt met de Nederlandse afdeling van UNWomen.

## Projecten
De bij Soroptimist International aangesloten clubs, unies en federaties hebben lokale, nationale en internationale projecten en voeren campagnes en  fundraisingsactiviteiten daarvoor uit. 
Daarnaast is er een tweejaarlijks zgn Presidents' Appeal, een wereldwijd thema voor projecten onder aansturing van Soroptimist International. Gedurende 2017-2019 was dat 'Women, Water & Leadership' en werden op de vijf continenten projecten gesteund die waren gericht op ontwikkeling van kennis en kunde bij vrouwen om voldoende, gezonde en veilige waterbronnen duurzaam veilig te stellen en carrières te ontwikkelen in watergerelateerde beroepen (SDG's 4, 5 en 6). De President's Appeal 2019-2021 is getiteld "the Road to Equality" en richt zich o.a. op kindhuwelijken, genitale verminking van vrouwen, vrouwenhandel  en huiselijk geweld. 
Jaarlijk zetten Soroptimisten wereldwijd zich in voor de VN-campagne Orange the World: 16 dagen, eindigend op 10 december,  waarin aandacht wordt gevraagd voor het stoppen van geweld tegen vrouwen. Ook internationale vrouwendag en de dag van de rechten van de mens zijn momenten waarop aan bewustwording wordt gewerkt.
Sinds 1 september 2019 keert de Nederlandse organisatie tweejaarlijks de Carla Atzema Soroptimistprijs van € 25.000 uit aan de maker van een journalistieke publicatie waarin hij/zij zich sterk maakt voor de positie, rechten of economische zelfstandigheid van vrouwen.